# Sphodromerus sanguiniferus
Sphodromerus sanguiniferus är en insektsart som beskrevs av Rehn, J.A.G. 1901. Sphodromerus sanguiniferus ingår i släktet Sphodromerus och familjen gräshoppor. Inga underarter finns listade i Catalogue of Life.